# Bohdan Makuc
Bohdan Volodymyrovyč Makuc (in ucraino Богдан Володимирович Макуц?, in russo Богдан Владимирович Макуц?, Bogdan Vladimirovič Makuc; Lviv, 4 aprile 1960) è un ex ginnasta sovietico, dal 1991 ucraino, campione olimpico nel concorso individuale a Mosca 1980.
In carriera, tra il 1979 ed il 1983, vinse anche due ori, due argenti e due bronzi mondiali e due ori, due argenti e due bronzi europei. Nel concorso individuale di Mosca 1981 fu uno due ginnasti ad ottenere un dieci.
Dopo il ritiro è diventato allenatore e, da Atlanta 1996, giudice internazionale. A Rio de Janeiro 2016 è stato uno dei giudici, sia delle qualificazioni che della finale, dei concorsi individuale e a squadre e della gara alla sbarra.

## Palmarès
- Giochi olimpici

Mosca 1980: oro nel concorso a squadre.
- Mondiali

Fort Worth 1979: oro nel concorso a squadre.
Mosca 1981: oro nel concorso a squadre, argento nel concorso individuale, bronzo al volteggio e agli anelli.
Budapest 1983: argento nel concorso a squadre.
- Europei

Essen 1979: oro nel volteggio e alle parallele, argento agli anelli e nel concorso individuale.
Roma 1981: oro nel volteggio e alle parallele, bronzo nel concorso individuale e alla sbarra.